# العشاق فقط يبقون أحياء
العشاق فقط يبقون أحياء هو فيلم دراما ورومانسية بريطاني-ألماني صدر سنة 2013، من كتابة واخراج جيم جارموش، وبطولة توم هيدليستون، جون هرت، ميا واسيكوسكا، تيلدا سوينتون وجيفري رايت. ترشح الفيلم لجائزة السعفة الذهبية في مهرجان كان السينمائي لسنة 2013 .

## القصة
يلم آدم (توم هيدليستون)، موسيقي مغمور، شمله بحبيبته إيف (تيلدا سوينتون) التي عرفها لمدة قرون بعد ان أصبح مكتئبا ومرهقا من الاتجاه الذي تسلكه البشرية.لكن يعترض حبهم ويختبر من قبل شقيقة إيف الصغيرة الجامحة والتي لا يمكن التحكم بها.

## طاقم التمثيل
- توم هيدليستون بدور آدم.
- تيلدا سوينتون بدور إيف.
- ميا واسيكوسكا بدور إيفا.
- جون هرت بدور مارلو.
- جيفري رايت بدور الدكتور واتسون.
- أنتون يلشين بدور إيان.
- سليمان دازي بدور بلال.
- ياسمين حمدان بدور ياسمين.
- وايت هيلز كأنفسهم.

## الإصدار
تم إضافة الفيلم في أفريل 2013 لقائمة الأفلام المشاركة في المسابقة الرسمية لـمهرجان كان السينمائي لسنة 2013. كما تم عرضه في عدة مهرجانات على غرار مهرجان تورونتو السينمائي الدولي لسنة 2013 الأفلام المعروضة في مهرجان تورونتو.
تم افتتاح الفيلم رسميا في المملكة المتحدة يوم 21 فيفري 2014 ، وفي الولايات المتحدة يوم 11 أفريل من نفس السنة.

## الاستقبال

### الاستقبال النقدي
تلقي الفيلم مراجعات إيجابية من النقاد، حيث منحه موقع الطماطم الفاسدة تقييم 85% بناء على 147 مراجعة وكان الإجماع النقدي للموقع: «الفيلم يستحق المشاهدة من أجل أداءي توم هيدليستون وتيلدا سوينتون وحدهما. يضيف المخرج والكاتب جيم جارموش من خلال العشاق فقط يبقون أحياء شيئا شاذا عامة لأفلام مصاصي الدماء». أما موقع ميتاكريتيك فقد منحه علامة 77 من 100 بناء على 40 مراجعة.
منح سكوت آي. غاري من مجلة !Exclaim الفيلم 8 نقاط من 10 وقال عنه أنه «قصة حب بصرية شاعرية ذات حس فكاهة ساخر ومتراخي حول إيجاد الأسباب من اجل الإستيقاظ كل ليلة». كما منح كالوم مارش من مجلة Slant الفيلم 3 نجوم من 4. أما جوناثن رومني من مجلة Screen International فقد قال عنه أنه أكثر افلام جارموش شاعرية منذ الرجل الميت.

### الجوائز والترشيحات
| الجوائز                   | الجوائز                   | الجوائز            | الجوائز | الجوائز |
| الجائزة                   | الفئة                     | المتلقين والمرشحين | النتيجة |         |
| ------------------------- | ------------------------- | ------------------ | ------- | ------- |
| مهرجان كان السينمائي 2013 | السعفة الذهبية            |                    | رُشِّح     |         |
| مهرجان كان السينمائي 2013 | جائزة الموسيقى التصويرية  |                    | فوز     |         |
| مهرجان سيتجيز للأفلام     | جائزة لجنة التحكيم الخاصة |                    | فوز     |         |

## روابط خارجية
- العشاق فقط يبقون أحياء على موقع IMDb (الإنجليزية)
- العشاق فقط يبقون أحياء على موقع ميتاكريتيك (الإنجليزية)
- العشاق فقط يبقون أحياء على موقع الموسوعة البريطانية (الإنجليزية)
- العشاق فقط يبقون أحياء على موقع روتن توميتوز (الإنجليزية)
- العشاق فقط يبقون أحياء على موقع نتفليكس (الإنجليزية)
- العشاق فقط يبقون أحياء على موقع قاعدة بيانات الأفلام العربية
- العشاق فقط يبقون أحياء على موقع ألو سيني (الفرنسية)
- العشاق فقط يبقون أحياء على موقع Turner Classic Movies (الإنجليزية)
- العشاق فقط يبقون أحياء على موقع أول موفي (الإنجليزية)
- العشاق فقط يبقون أحياء على موقع بوكس أوفيس موجو (الإنجليزية)